# Bromus catharticus
Bromus catharticus é uma espécie de planta com flor pertencente à família Poaceae. 
A autoridade científica da espécie é Vahl, tendo sido publicada em Symbolae Botanicae,...2: 22. 1791.
O seu nome comum é bromo-de-schrader.

## Portugal
Trata-se de uma espécie presente no território português, nomeadamente em Portugal Continental, no Arquipélago dos Açores e no Arquipélago da Madeira.
Em termos de naturalidade é introduzida nas três regiões atrás referidas.

## Protecção
Não se encontra protegida por legislação portuguesa ou da Comunidade Europeia.